# スコヴィル値
スコヴィル値（スコヴィルち、英語: Scoville scale）は、唐辛子の辛さを計る単位である。トウガラシ属の植物の果実にはカプサイシンが含まれ、このカプサイシンが辛味受容体の神経末端を刺激する。スコヴィル辛味単位（Scoville heat units、SHU）は、このカプサイシンの割合を示す。市販のホットソースには、このスコヴィル値を売り文句にしているものもある。1912年にスコヴィル味覚テスト（Scoville Organoleptic Test）を考案したアメリカ合衆国の化学者ウィルバー・スコヴィルから名づけられた。

## 測定法
開発当初は、トウガラシのエキスの溶解物を複数（通常は5人）の被験者が辛味を感じなくなるまで砂糖水に溶かし、その倍率をスコヴィル値としていた。この測定方法では、カプサイシンをほとんど含まないピーマンのスコヴィル値は 0 とされ、一方、ハバネロのスコヴィル値は 30 万とされた。
この測定方法の最大の問題点は、被験者の主観に頼っているという不明瞭さである。舌が辛さに慣れてしまうため舌を冷やすなどの処置が必要であり、1人あたりの作業量は8時間に6サンプルが限度だったという証言がある。
近年、高速液体クロマトグラフィーによりカプサイシンの量を電気等で測定するジレット法などが開発された。現在では被験者の主観に頼らない測定機によるトウガラシの辛さ測定法が主流となっている。しかしスコヴィル値が長年使用されあまりに普及しているため、機械測定したカプサイシン量の数値をスコヴィル値に変換し直して表記する方法が一般化している。

## 適用対象
スコヴィル値は、たとえば黒コショウのピペリンやショウガのジンゲロールなど、他に辛みをもつ化合物の測定にも使用できる。
アリシン（ニンニクの香り成分）、アリルイソチオシアネート（マスタード・ワサビ・大根おろしの辛味成分）などの辛さは感じる機序が異なるため、スコヴィル値では表せない。

## スコヴィル値のリスト
スコヴィル値は同じ種であっても系統や生育地の気候や土壌により10倍以上の差があることがあり、トウガラシに特に顕著である。
100万スコヴィル以上のトウガラシは「スーパーホット」と分類されている。しかし、どのトウガラシも純粋なカプサイシンと比較すれば遥かに低いスコヴィル値となる。
| スコヴィル値 | スコヴィル値                     | 代表的なもの |
| ------------ | -------------------------------- | --- |
|              | 1600万                           | 純粋なカプサイシン、ジヒドロカプサイシン、食品添加物、デスソースの「16 MILLION RESERVE or 6 AM RESERVE」(化学的に身体の組織を破壊するような毒性はない。しかし、直接摂取した場合、身体に過剰な反応が起きて死亡する可能性あり。) |
|              | 0910万                           | ノルジヒドロカプサイシン |
|              | 0900万                           | 世界一辛いグミ「Lil' Nitro」 |
|              | 0860万                           | ホモジヒドロカプサイシン、ホモカプサイシン |
|              | 0712万                           | ザ・ソース（オリジナル・フアン・スペシャルティ・フーヅ社の製品） |
|              | 0530万                           | 警察官用トウガラシスプレー原料（実際には数十倍に薄めて使用される） |
|              | 0318万                           | トウガラシの新品種「ペッパーX」（Pepper X）（ギネス・ワールド・レコーズ認定「世界一辛いトウガラシ」：2023年） |
|              | 0248万                           | 英国で開発されたトウガラシの新品種「ドラゴンズ・ブレス」（the Dragon's Breath chilli） |
|              | 0200万                           | 一般用トウガラシスプレー原料（実際には数十倍に薄めて使用される） |
|              | 0156万9300 - 223万               | キャロライナ・リーパー（キャロライナの死神） |
|              | 0150万                           | ダ・ボム・ザ・ファイナル・アンサー・ソース（Da' Bomb The Final Answer sauce、オリジナル・フアン・スペシャルティ・フーヅ社の製品）                                                                                              |
|              | 0148万3700                       | トリニダード・スコーピオン・ブッチ・テイラー |
|              | 0141万2118                       | ナーガ・ヴァイパー |
|              | 0137万                           | トリニダード・モルガ・スコーピオン |
|              | 0119万3000                       | ウルトラデスソース |
|              | 0106万7286                       | インフィニティ・チリ |
|              | 0100万                           | ブート・ジョロキア |
|              | 0085万5000（報告されているもの） | ナガ・ジョロキア（ブート・ジョロキア） |
|              | 0077万                           | メガデスソース |
|              | 0065万6000                       | SBカプマックス |
|              | 0045万 - 68万                    | レッドサビナ種ハバネロ |
|              | 0035万                           | ヴィシャス・ヴァイパー・ソース |
|              | 0028万（軍用表記）               | 最も強力な対人用催涙スプレー |
|              | 0020万 - 45万                    | ハバネロ |
|              | 0010万 - 32万5000                | スコッチボネット |
|              | 0010万 - 22万5000                | バーズ・アイ・ペッパー |
|              | 0010万 - 20万                    | ジャマイカン・ホット・ペッパー |
|              | 0010万 - 12万5000                | カロライナ・カイエンペッパー、能鷹唐辛子 |
|              | 0009万5000 - 11万                | バハミアン・ペッパー |
|              | 0009万                           | デイヴズ アルティメット・インサニティ・ソース |
|              | 0008万5000 - 11万5000            | タビチェ・ペッパー |
|              | 0005万 - 10万                    | プリッキーヌー（タイ・ペッパー）、チルテピン・ペッパー、ロコト |
|              | 0006万                           | フロストバイト（世界初、白い激辛ソース） |
|              | 0005万                           | デイヴズ インサニティ・ソース |
|              | 0004万 - 5万8000                 | ピキン・ペッパー |
|              | 0004万 - 5万                     | スーパー・チリ・ペッパー、三鷹唐辛子、鷹の爪 |
|              | 0003万 - 5万                     | カイエン・ペッパー、チリパウダー、ウルピカ |
|              | 0001万5000 - 9万                 | 一般的な催涙スプレー |
|              | 0001万5000 - 3万                 | デ・アルボル・ペッパー、島唐辛子 |
|              | 0001万2000 - 3万                 | マンサノ・ペッパー、アヒ |
|              | 0001万                           | Red Pepper、オリジナル・デスソース |
|              | 0000万7000 - 8000                | タバスコ・ハバネロソース |
|              | 0000万5000 - 2万3000             | セラノ・ペッパー |
|              | 0000万5000 - 1万                 | ホット・ワックス・ペッパー、チポトレ |
|              | 0000万2500 - 8000                | ハラペーニョ |
|              | 0000万2500 - 5000                | グアヒヨ・ペッパー、タバスコ・ソース |
|              | 0000万1500 - 2500                | タバスコ・チポトレペッパーソース |
|              | 0000万1200 - 1800                | タバスコ・ガーリックソース |
|              | 0000万1500 - 2500                | ロコティーヨ・ペッパー |
|              | 0000万1000 - 2000                | パシーヤ・ペッパー、アンチョ・ペッパー |
|              | 0000万1000 - 2000                | ポブラノ・ペッパー |
|              | 0000万0700 - 1000                | コロナド・ペッパー |
|              | 0000万0600 - 1200                | タバスコ・グリーンペッパーソース |
|              | 0000万0500 - 2500                | アナハイム・ペッパー、パプリカ |
|              | 0000万0500 - 1000                | ニューメキシコ・ペッパー（ニューメクス・ビッグ・ジム・ペッパー） |
|              | 0000万0500 - 700                 | サンタフェ・グランデ・ペッパー |
|              | 0000万0100 - 500                 | ペペロンチーノ・ペッパー、ピメント |
|              | 0000万0000                       | ピーマン、シシトウガラシ |